# Os Mutantes (película de 1998)
Os Mutantes (Los Mutantes) es una película portuguesa de 1998, largometraje de ficción escrito y dirigido por Teresa Villaverde. Fue presentada en el Festival de Cannes en la sección Un certain regard y galardonada con el Premio de las Naciones Unidas en el Festival de Roma.

## Argumento
Narra la vida de tres jóvenes entre 14 y 15 años en centros de acogida de menores. Pasan su tiempo en la calle, como alternativa a los entornos familiares disfuncionales donde crecieron:  Andreia (Ana Moreira), Pedro (Alexandre Pinto) y Ricardo (Nelson Varela ). Andreia entra y sale de centros de reinserción social y deambula por Lisboa buscando a un chico y Pedro y Ricardo, en situación similar utilizan todo tipo de trucos para sobrevivir en la calle, incluidos pequeños hurtos y posar para cámaras de vídeo de holandeses pervertidos. Son supervivientes y no aceptan el lugar que les propone la sociedad Andrea abandona a su recién nacido en un baño público y observa como descubren al bebé y lo entregan a las autoridades.

## Reparto
- Ana Moreira - Andreia
- Marta Vargas - Paula (amiga de Andreia)
- Alejandro Pinto - Pedro
- António Capelo – Padre de Pedro
- Nelson Varela - Ricardo
- Helder Tavares - Franklin
- Paulo Pereira - Zézito
- Jorge Bruno Gomes – Hermano de Pedro
- Teresa Roby - madre de Andreia
- Isabel Rut - Isabel
- Alexandra Lencastre - Trabajadora Social
- José Raposo - Director de niñas
- Guilherme Filipe - Director de chicos
- Rita Blanco
- Alfredo - Colaboración con

## Premios
- Festival du Film Mediterrané, Francia (1999) – Mejor actriz (Ana Moreira)
- Festival Internacional de Cine Independiente de Buenos Aires Argentina (1999) – Mejor Actriz (Ana Moreira)
- Festival Internacional de Cine de Taormina, Italia (1999) – Mejor actriz (Ana Moreira)
- MedFilmFestival Roma, Italia (1999) – Premio ONU
- Festival Internacional de Cine de Seattle, EE. UU. (2000) – New Director's Showcase Award[4]

## Sobre la película
Además de presentar la cruda realidad de las personas sin hogar en Lisboa, Os Mutantes  también un comentario audaz sobre el fracaso de la integración de los africanos en Portugal y su rechazo por parte de la sociedad portuguesa. Los portugueses blancos y los descendientes de las colonias africanas sólo comparten el idioma, no el lugar.

## Nominaciones
- Festival de Cine de Cannes, Francia (1998) – Selección oficial, Una Cierta Mirada
- Festival Internacional de Cine de Buenos Aires Independiente, Argentina (1999) – Mejor Película
- Globos de Oro, Portugal (1999) – Mejor Película, Mejor Director, Mejor Actriz (Ana Moreira) y Mejor Actor (Alexandre Pinto)